# Тур ATP 1991
Світовий Тур ATP 1991 — елітний світовий тур тенісистів професіоналів, що проводиться Асоціацією тенісистів професіоналів (ATP) з січня до грудня 1991 року. Тур включав чотири турніри Великого шлему (організовані ITF), Фінал ATP, ATP Super 9, ATP International Series Gold, ATP International Series, ATP World Team Cup, Кубок Девіса та Кубок Великого шлему (організовані ITF).

## Розклад турнірів
Легенда
| Турнір Великого Шолому       |
| ATP Tour World Championships |
| ATP Super 9                  |
| ATP Championship Series      |
| ATP World Series             |
| Командні змагання            |

### Січень
| Тиждень           | Турнір | Чемпіони | Фіналісти | Півфіналісти                       | Чвертьфіналісти                                                   |
| ----------------- | --- | --- | --- | ---------------------------------- | ----------------------------------------------------------------- |
| 31 грудня         | Hopman Cup Перт, Австралія ITF Mixed Team Championships Тверде (i) – 8 teams (RR) | Югославія 3–0 | США | Швейцарія Франція                  | Чехословаччина Австралія СРСР Іспанія                             |
| 31 грудня         | Australian Men's Hardcourt Championships Аделаїда, Австралія ATP World Series Тверде – $150,000 – 32S/16D Одиночний розряд – Парний розряд | Ніклас Культі 6–3, 1–6, 6–2 | Міхаель Штіх                                                                                                 | Магнус Ларссон Джим Кур'є          | Патрік Кюнен Фабріс Санторо Джиммі Аріес Мартін Сіннер            |
| 31 грудня         | Australian Men's Hardcourt Championships Аделаїда, Австралія ATP World Series Тверде – $150,000 – 32S/16D Одиночний розряд – Парний розряд | Вейн Феррейра Стефан Крюґер 6–4, 4–6, 6–4 | Паул Гаргейс Марк Куверманс                                                                                  | Магнус Ларссон Джим Кур'є          | Патрік Кюнен Фабріс Санторо Джиммі Аріес Мартін Сіннер            |
| 31 грудня         | BP National Championships Веллінгтон, Нова Зеландія ATP World Series Тверде – $150,000 – 32S/16D | Річард Фромберг 6–1, 6–4, 6–4 | Ларс Єнссон                                                                                                  | Крістіан Берґстрем Омар Кампорезе  | Дмитро Поляков Рамеш Крішнан Томас Геґстедт Ендрю Шнайдер         |
| 31 грудня         | BP National Championships Веллінгтон, Нова Зеландія ATP World Series Тверде – $150,000 – 32S/16D | Луїс Маттар Ніколас Перейра 4–6, 7–6, 6–2 | Джон Леттс Жайме Онсінс                                                                                      | Крістіан Берґстрем Омар Кампорезе  | Дмитро Поляков Рамеш Крішнан Томас Геґстедт Ендрю Шнайдер         |
| 7 січня           | Holden NSW Open Сідней, Австралія ATP World Series Тверде – $225,000 – 32S/16D | Гі Форже 6–3, 6–4 | Міхаель Штіх                                                                                                 | Деррік Ростаньйо Магнус Густафссон | Мартін Хайте Фабріс Санторо Йоган Андерсон Даррен Кейгілл         |
| 7 січня           | Holden NSW Open Сідней, Австралія ATP World Series Тверде – $225,000 – 32S/16D | Скотт Девіс Девід Пейт 3–6, 6–3, 6–2 | Даррен Кейгілл Марк Кратцманн                                                                                | Деррік Ростаньйо Магнус Густафссон | Мартін Хайте Фабріс Санторо Йоган Андерсон Даррен Кейгілл         |
| 7 січня           | Benson & Hedges Open Окленд (Нова Зеландія), Нова Зеландія ATP World Series Тверде – $150,000 – 32S/16D Одиночний розряд – Парний розряд | Карел Новачек 7–6(7–5), 7–6(7–4) | Жан-Філіпп Флер'ян                                                                                           | Луїс Маттар Мар'ян Вайда           | Еміліо Санчес Вікаріо Крістіан Берґстрем Ларс Єнссон Патрік Кюнен |
| 7 січня           | Benson & Hedges Open Окленд (Нова Зеландія), Нова Зеландія ATP World Series Тверде – $150,000 – 32S/16D Одиночний розряд – Парний розряд | Серхіо Касаль Еміліо Санчес Вікаріо 4–6, 6–3, 6–4 | Грант Коннелл Гленн Мічібата                                                                                 | Луїс Маттар Мар'ян Вайда           | Еміліо Санчес Вікаріо Крістіан Берґстрем Ларс Єнссон Патрік Кюнен |
| 14 січня 21 січня | Відкритий чемпіонат Австралії з тенісу Мельбурн, Австралія Grand Slam Тверде – $2,023,760 – 128S/112Q/64D/32XD Одиночний розряд – Парний розряд – Мікст                                                                                                 | Борис Бекер 1–6, 6–4, 6–4, 6–4 | Іван Лендл                                                                                                   | Стефан Едберг Патрік Макінрой      | Хайме Їсага Горан Прпич Крістіано Каратті Гі Форже                |
| 14 січня 21 січня | Відкритий чемпіонат Австралії з тенісу Мельбурн, Австралія Grand Slam Тверде – $2,023,760 – 128S/112Q/64D/32XD Одиночний розряд – Парний розряд – Мікст                                                                                                 | Скотт Девіс Девід Пейт 6–7, 7–6, 6–3, 7–5 | Патрік Макінрой Девід Вітон                                                                                  | Стефан Едберг Патрік Макінрой      | Хайме Їсага Горан Прпич Крістіано Каратті Гі Форже                |
| 14 січня 21 січня | Відкритий чемпіонат Австралії з тенісу Мельбурн, Австралія Grand Slam Тверде – $2,023,760 – 128S/112Q/64D/32XD Одиночний розряд – Парний розряд – Мікст                                                                                                 | Джо Дьюрі Джеремі Бейтс 2–6, 6–4, 6–4 | Робін Вайт Скотт Девіс                                                                                       | Стефан Едберг Патрік Макінрой      | Хайме Їсага Горан Прпич Крістіано Каратті Гі Форже                |
| 28 січня          | Davis Cup by NEC First Round Мехіко, Мексика – hard Мурсія, Іспанія – clay Крайстчерч, Нова Зеландія – grass Дортмунд, Німеччина – carpet Загреб, Yugoslavia – clay (i) Прага, Czechoslovakia – carpet Ренн, Франція – clay (i) Перт, Австралія – grass | Переможці першого раунду Сполучені Штати Америки 3–2 · Іспанія 4–1 · Аргентина 4–1 · Німеччина 3–2 · Югославія 4–1 · Чехословаччина 4–1 · Франція 5–0 · Австралія 5–0 | Переможені в першому раунді Мексика · Канада · Нова Зеландія · Італія · Швеція · Австрія · Ізраїль · Бельгія |                                    |                                                                   |

### Лютий
| Тиждень   | Турнір | Чемпіони                                      | Фіналісти                    | Півфіналісти                    | Чвертьфіналісти                                                  |
| --------- | --- | --------------------------------------------- | ---------------------------- | ------------------------------- | ---------------------------------------------------------------- |
| 4 лютого  | Muratti Time Indoor Мілан, Італія ATP World Series Килим (i) – $540,000 – 32S/16D Одиночний розряд – Парний розряд                                    | Олександр Волков 6–1, 7–5                     | Крістіано Каратті            | Карл-Уве Штеб Якоб Гласек       | Ніклас Культі Аарон Крікстейн Ян Гуннарссон Пет Кеш              |
| 4 лютого  | Muratti Time Indoor Мілан, Італія ATP World Series Килим (i) – $540,000 – 32S/16D Одиночний розряд – Парний розряд                                    | Омар Кампорезе Горан Іванишевич 6–4, 7–6      | Том Нейссен Цирил Сук        | Карл-Уве Штеб Якоб Гласек       | Ніклас Культі Аарон Крікстейн Ян Гуннарссон Пет Кеш              |
| 4 лютого  | Volvo San Francisco San Francisco, CA, US ATP World Series Килим (i) – $225,000 – 32S/16D Одиночний розряд – Парний розряд                            | Даррен Кейгілл 6–2, 3–6, 6–4                  | Бред Гілберт                 | Андре Агассі Веллі Месур        | Кевін Каррен Ден Голді Джон Макінрой Девід Пейт                  |
| 4 лютого  | Volvo San Francisco San Francisco, CA, US ATP World Series Килим (i) – $225,000 – 32S/16D Одиночний розряд – Парний розряд                            | Веллі Месур Джейсон Столтенберг 4–6, 7–6, 6–4 | Ронні Ботман Рікард Берг     | Андре Агассі Веллі Месур        | Кевін Каррен Ден Голді Джон Макінрой Девід Пейт                  |
| 4 лютого  | Chevrolet Classic Гуаружа, Бразилія ATP World Series Тверде – $125,000 – 32S/16D Одиночний розряд – Парний розряд                                     | Патрік Баур 6–2, 6–3                          | Фернандо Роезе               | Мацуока Сюдзо Мартін Востенголм | Родольф Жільбер Дієго Перес Генрік Гольм Кріс Гарнер             |
| 4 лютого  | Chevrolet Classic Гуаружа, Бразилія ATP World Series Тверде – $125,000 – 32S/16D Одиночний розряд – Парний розряд                                     | Олів'є Делетр Родольф Жільбер 6–2, 6–4        | Шелбі Кеннон Грег Ван Ембург | Мацуока Сюдзо Мартін Востенголм | Родольф Жільбер Дієго Перес Генрік Гольм Кріс Гарнер             |
| 11 лютого | Ebel U.S. Pro Indoor Філадельфія, PA, US ATP Турнір Series Килим (i) – $825,000 – 48S/24D Одиночний розряд – Парний розряд                            | Іван Лендл 5–7, 6–4, 6–4, 3–6, 6–3            | Піт Сампрас                  | Бред Гілберт Джон Макінрой      | Міхаель Штіх Кевін Каррен Акі Рахунен Петр Корда                 |
| 11 лютого | Ebel U.S. Pro Indoor Філадельфія, PA, US ATP Турнір Series Килим (i) – $825,000 – 48S/24D Одиночний розряд – Парний розряд                            | Рік Ліч Джим П'ю 3–6, 7–6, 6–3                | Удо Ріглевскі Міхаель Штіх   | Бред Гілберт Джон Макінрой      | Міхаель Штіх Кевін Каррен Акі Рахунен Петр Корда                 |
| 11 лютого | Donnay Indoor Championships Брюссельський столичний регіон, Бельгія ATP Турнір Series Килим (i) – $465,000 – 32S/16D Одиночний розряд – Парний розряд | Гі Форже 6–3, 7–5, 3–6, 7–6(7–5)              | Андрій Черкасов              | Борис Бекер Стефан Едберг       | Майкл Чанг Андрій Чесноков Марк Россе Якоб Гласек                |
| 11 лютого | Donnay Indoor Championships Брюссельський столичний регіон, Бельгія ATP Турнір Series Килим (i) – $465,000 – 32S/16D Одиночний розряд – Парний розряд | Тодд Вудбрідж Марк Вудфорд 6–3, 6–0           | Лібор Пімек Міхіл Схаперс    | Борис Бекер Стефан Едберг       | Майкл Чанг Андрій Чесноков Марк Россе Якоб Гласек                |
| 18 лютого | Eurocard Open Штутгарт, Німеччина ATP Турнір Series Килим (i) – $825,000 – 32S/16D                                                                    | Стефан Едберг 6–2, 3–6, 7–5, 6–2              | Юнас Свенссон                | Гі Форже Ян Сімерінк            | Карел Новачек Горан Іванишевич Андрій Черкасов Магнус Густафссон |
| 18 лютого | Eurocard Open Штутгарт, Німеччина ATP Турнір Series Килим (i) – $825,000 – 32S/16D                                                                    | Серхіо Касаль Еміліо Санчес Вікаріо 6–3, 7–5  | Джеремі Бейтс Нік Браун      | Гі Форже Ян Сімерінк            | Карел Новачек Горан Іванишевич Андрій Черкасов Магнус Густафссон |
| 18 лютого | Volvo Tennis Indoor Мемфіс, TN, US ATP Турнір Series Тверде (i) – $600,000 – 48S/24D Одиночний розряд – Парний розряд                                 | Іван Лендл 7–5, 6–3                           | Міхаель Штіх                 | Деррік Ростаньйо Майкл Чанг     | Даррен Кейгілл Крістіано Каратті Джефф Таранго Марк Куверманс    |
| 18 лютого | Volvo Tennis Indoor Мемфіс, TN, US ATP Турнір Series Тверде (i) – $600,000 – 48S/24D Одиночний розряд – Парний розряд                                 | Удо Ріглевскі Міхаель Штіх 7–5, 6–3           | Джон Фіцджеральд Лорі Вордер | Деррік Ростаньйо Майкл Чанг     | Даррен Кейгілл Крістіано Каратті Джефф Таранго Марк Куверманс    |
| 25 лютого | ABN World Tennis Tournament Роттердам, Нідерланди ATP World Series Килим (i) – $450,000 – 32S/16D Одиночний розряд – Парний розряд                    | Омар Кампорезе 3–6, 7–6(7–4), 7–6(7–4)        | Іван Лендл                   | Андерс Яррід Паул Гаргейс       | Якоб Гласек Ян Сімерінк Крістіан Берґстрем Карел Новачек         |
| 25 лютого | ABN World Tennis Tournament Роттердам, Нідерланди ATP World Series Килим (i) – $450,000 – 32S/16D Одиночний розряд – Парний розряд                    | Патрік Гелбрайт Андерс Яррід 7–6, 6–2         | Стів Девріє Девід Макферсон  | Андерс Яррід Паул Гаргейс       | Якоб Гласек Ян Сімерінк Крістіан Берґстрем Карел Новачек         |
| 25 лютого | Volvo Open Чикаго, IL, US ATP World Series Килим (i) – $225,000 – 32S/16D                                                                             | Джон Макінрой 3–6, 6–2, 6–4                   | Патрік Макінрой              | Малівай Вашингтон Грант Коннелл | Александр Мронц Удо Ріглевскі Хайме Їсага Річі Ренеберг          |
| 25 лютого | Volvo Open Чикаго, IL, US ATP World Series Килим (i) – $225,000 – 32S/16D                                                                             | Скотт Девіс Девід Пейт 6–4, 5–7, 7–6          | Грант Коннелл Гленн Мічібата | Малівай Вашингтон Грант Коннелл | Александр Мронц Удо Ріглевскі Хайме Їсага Річі Ренеберг          |

### Березень
| Тиждень               | Турнір | Чемпіони                                                                                          | Фіналісти                                                                   | Півфіналісти                | Чвертьфіналісти                                                     |
| --------------------- | --- | ------------------------------------------------------------------------------------------------- | --------------------------------------------------------------------------- | --------------------------- | ------------------------------------------------------------------- |
| 4 березня             | Newsweek Champions Cup and the Virginia Slims of Palm Springs Індіан-Веллс, CA, US ATP Турнір Series, Single-Week Тверде – $750,000 – 56S/28D Одиночний розряд – Парний розряд | Джим Кур'є 4–6, 6–3, 4–6, 6–3, 7–6(7–4)                                                           | Гі Форже                                                                    | Стефан Едберг Міхаель Штіх  | Майкл Чанг Скотт Девіс Річі Ренеберг Еміліо Санчес Вікаріо          |
| 4 березня             | Newsweek Champions Cup and the Virginia Slims of Palm Springs Індіан-Веллс, CA, US ATP Турнір Series, Single-Week Тверде – $750,000 – 56S/28D Одиночний розряд – Парний розряд | Джим Кур'є Хав'єр Санчес 7–6, 6–1                                                                 | Гі Форже Анрі Леконт                                                        | Стефан Едберг Міхаель Штіх  | Майкл Чанг Скотт Девіс Річі Ренеберг Еміліо Санчес Вікаріо          |
| 4 березня             | Copenhagen Open Копенгаген, Данія ATP World Series Килим (i) – $125,000 – 32S/16D Одиночний розряд – Парний розряд                                                             | Юнас Свенссон 6–7(5–7), 6–2, 6–2                                                                  | Андерс Яррід                                                                | Якоб Гласек Тодд Вудбрідж   | Крістіан Берґстрем Крістіан Сакіану Карел Новачек Марк Вудфорд      |
| 4 березня             | Copenhagen Open Копенгаген, Данія ATP World Series Килим (i) – $125,000 – 32S/16D Одиночний розряд – Парний розряд                                                             | Тодд Вудбрідж Марк Вудфорд 6–3, 6–1                                                               | Мансур Бахрамі Андрій Ольховський                                           | Якоб Гласек Тодд Вудбрідж   | Крістіан Берґстрем Крістіан Сакіану Карел Новачек Марк Вудфорд      |
| 11 березня 18 березня | Lipton International Players Championships Кі-Біскейн, FL, US ATP Турнір Series, Single-Week Тверде – $1,200,000 – 96S/48D Одиночний розряд – Парний розряд                    | Джим Кур'є 4–6, 6–3, 6–4                                                                          | Девід Вітон                                                                 | Стефан Едберг Річі Ренеберг | Еміліо Санчес Вікаріо Крістіано Каратті Деррік Ростаньйо Марк Россе |
| 11 березня 18 березня | Lipton International Players Championships Кі-Біскейн, FL, US ATP Турнір Series, Single-Week Тверде – $1,200,000 – 96S/48D Одиночний розряд – Парний розряд                    | Вейн Феррейра Піт Норвал 6–0, 7–6                                                                 | Кен Флек Роберт Сегусо                                                      | Стефан Едберг Річі Ренеберг | Еміліо Санчес Вікаріо Крістіано Каратті Деррік Ростаньйо Марк Россе |
| 25 березня            | Davis Cup by NEC Quarterfinals Ньюпорт, RI, US – grass Berlin, Німеччина – carpet Прага, Czechoslovakia – carpet Нім, Франція – clay                                           | Переможці чвертьфіналів Сполучені Штати Америки 4–1 · Німеччина 5–0 · Югославія 4–1 · Франція 3–2 | Переможені у чвертьфіналах Іспанія · Аргентина · Чехословаччина · Австралія |                             |                                                                     |

### Квітень
| Тиждень   | Турнір | Чемпіони                                       | Фіналісти                         | Півфіналісти                        | Чвертьфіналісти                                                |
| --------- | --- | ---------------------------------------------- | --------------------------------- | ----------------------------------- | -------------------------------------------------------------- |
| 1 квітня  | Estoril Open Оейраш, Португалія ATP World Series Ґрунт – $337,500 – 32S/16D Одиночний розряд – Парний розряд                            | Серхі Бругера 7–6(9–7), 6–1                    | Карел Новачек                     | Мар'ян Вайда Андрій Чесноков        | Хав'єр Санчес Франсіско Клавет Горст Скофф Ренцо Фурлан        |
| 1 квітня  | Estoril Open Оейраш, Португалія ATP World Series Ґрунт – $337,500 – 32S/16D Одиночний розряд – Парний розряд                            | Паул Гаргейс Марк Куверманс 6–3, 6–3           | Том Нейссен Цирил Сук             | Мар'ян Вайда Андрій Чесноков        | Хав'єр Санчес Франсіско Клавет Горст Скофф Ренцо Фурлан        |
| 1 квітня  | Salem Open Гонконг, Гонконг ATP World Series Тверде – $234,000 – 32S/16D Одиночний розряд – Парний розряд                               | Ріхард Крайчек 6–2, 3–6, 6–3                   | Веллі Месур                       | Гері Мюллер Алекс Антоніч           | Майкл Чанг Патрік Кюнен Фелікс Баррієнтос Александр Мронц      |
| 1 квітня  | Salem Open Гонконг, Гонконг ATP World Series Тверде – $234,000 – 32S/16D Одиночний розряд – Парний розряд                               | Патрік Гелбрайт Тодд Вітскен 6–2, 6–4          | Гленн Мічібата Роберт Вант Гоф    | Гері Мюллер Алекс Антоніч           | Майкл Чанг Патрік Кюнен Фелікс Баррієнтос Александр Мронц      |
| 1 квітня  | Prudential-Bache Securities Classic Орландо, FL, US ATP World Series Тверде – $225,000 – 32S/16D Одиночний розряд – Парний розряд       | Андре Агассі 6–2, 1–6, 6–3                     | Деррік Ростаньйо                  | Малівай Вашингтон Піт Сампрас       | Чак Адамс Бред Гілберт Джиммі Аріес Девід Пейт                 |
| 1 квітня  | Prudential-Bache Securities Classic Орландо, FL, US ATP World Series Тверде – $225,000 – 32S/16D Одиночний розряд – Парний розряд       | Люк Єнсен Скотт Мелвілл 6–7, 7–6, 6–3          | Ніколас Перейра Піт Сампрас       | Малівай Вашингтон Піт Сампрас       | Чак Адамс Бред Гілберт Джиммі Аріес Девід Пейт                 |
| 8 квітня  | Suntory Japan Open Tennis Championships Tokyo, Японія ATP Турнір Series Тверде – $825,000 – 56S/28D                                     | Стефан Едберг 6–1, 7–5, 6–0                    | Іван Лендл                        | Майкл Чанг Джим Кур'є               | Міхаель Штіх Пет Кеш Джон Макінрой Якоб Гласек                 |
| 8 квітня  | Suntory Japan Open Tennis Championships Tokyo, Японія ATP Турнір Series Тверде – $825,000 – 56S/28D                                     | Стефан Едберг Тодд Вудбрідж 6–3, 7–6           | Джон Фіцджеральд Андерс Яррід     | Майкл Чанг Джим Кур'є               | Міхаель Штіх Пет Кеш Джон Макінрой Якоб Гласек                 |
| 8 квітня  | Trofeo Conde de Godó Барселона, Іспанія ATP Турнір Series Ґрунт – $510,000 – 56S/28D Одиночний розряд – Парний розряд                   | Еміліо Санчес Вікаріо 6–4, 7–6(9–7), 6–2       | Серхі Бругера                     | Гільєрмо Перес Рольдан Мартін Хайте | Андрій Чесноков Андре Агассі Велі Палохеймо Омар Кампорезе     |
| 8 квітня  | Trofeo Conde de Godó Барселона, Іспанія ATP Турнір Series Ґрунт – $510,000 – 56S/28D Одиночний розряд – Парний розряд                   | Орасіо де ла Пенья Дієго Наргісо 6–4, 4–6, 6–4 | Борис Бекер Ерік Єлен             | Гільєрмо Перес Рольдан Мартін Хайте | Андрій Чесноков Андре Агассі Велі Палохеймо Омар Кампорезе     |
| 15 квітня | Philips Open Ніцца, Франція ATP World Series Ґрунт – $225,000 – 32S/16D                                                                 | Мартін Хайте 3–6, 7–6(7–1), 6–3                | Горан Прпич                       | Карел Новачек Седрік Пйолін         | Ренцо Фурлан Альберто Манчіні Орасіо де ла Пенья Анрі Леконт   |
| 15 квітня | Philips Open Ніцца, Франція ATP World Series Ґрунт – $225,000 – 32S/16D                                                                 | Рікард Берг Ян Гуннарссон 6–4, 4–6, 6–3        | Войтех Флегль Ніклас Утґрен       | Карел Новачек Седрік Пйолін         | Ренцо Фурлан Альберто Манчіні Орасіо де ла Пенья Анрі Леконт   |
| 15 квітня | KAL Cup Korea Open Сеул, Південна Корея ATP World Series Тверде – $140,000 – 32S/16D Одиночний розряд – Парний розряд                   | Патрік Баур 6–4, 1–6, 7–6(7–5)                 | Джефф Таранго                     | Мацуока Сюдзо Луїс Еррера           | Ян Сімерінк Ріхард Крайчек Гілад Блюм Алекс Антоніч            |
| 15 квітня | KAL Cup Korea Open Сеул, Південна Корея ATP World Series Тверде – $140,000 – 32S/16D Одиночний розряд – Парний розряд                   | Алекс Антоніч Гілад Блюм 7–6, 6–1              | Кент Кіннієр Свен Салумаа         | Мацуока Сюдзо Луїс Еррера           | Ян Сімерінк Ріхард Крайчек Гілад Блюм Алекс Антоніч            |
| 22 квітня | Monte Carlo Open Рокбрюн-Кап-Мартен, Франція ATP Турнір Series, Single-Week Ґрунт – $750,000 – 56S/28D Одиночний розряд – Парний розряд | Серхі Бругера 5–7, 6–4, 7–6(8–6), 7–6(7–4)     | Борис Бекер                       | Горст Скофф Горан Прпич             | Магнус Густафссон Юнас Свенссон Карл-Уве Штеб Андрій Чесноков  |
| 22 квітня | Monte Carlo Open Рокбрюн-Кап-Мартен, Франція ATP Турнір Series, Single-Week Ґрунт – $750,000 – 56S/28D Одиночний розряд – Парний розряд | Люк Єнсен Лорі Вордер 6–4, 6–3                 | Паул Гаргейс Марк Куверманс       | Горст Скофф Горан Прпич             | Магнус Густафссон Юнас Свенссон Карл-Уве Штеб Андрій Чесноков  |
| 22 квітня | Epson Singapore Super Tennis Сінгапур, Сінгапур ATP World Series Тверде – $215,000 – 32S/16D                                            | Ян Сімерінк 6–4, 6–3                           | Гілад Блюм                        | Джейсон Столтенберг Грант Коннелл   | Тодд Вудбрідж Гленн Мічібата Томас Геґстедт Мацуока Сюдзо      |
| 22 квітня | Epson Singapore Super Tennis Сінгапур, Сінгапур ATP World Series Тверде – $215,000 – 32S/16D                                            | Грант Коннелл Гленн Мічібата 6–4, 5–7, 7–6     | Стефан Крюґер Хрісто ван Ренсбург | Джейсон Столтенберг Грант Коннелл   | Тодд Вудбрідж Гленн Мічібата Томас Геґстедт Мацуока Сюдзо      |
| 29 квітня | Madrid Trophy Мадрид, Іспанія ATP World Series Ґрунт – $450,000 – 32S/16D                                                               | Хорді Арресе 6–2, 6–4                          | Марсело Філіппіні                 | Карел Новачек Хав'єр Санчес         | Тьєррі Шампйон Франко Давін Якко Елтінг Херман Лопес           |
| 29 квітня | Madrid Trophy Мадрид, Іспанія ATP World Series Ґрунт – $450,000 – 32S/16D                                                               | Ґуставо Луса Кассіу Мотта 6–0, 7–5             | Луїс Маттар Жайме Онсінс          | Карел Новачек Хав'єр Санчес         | Тьєррі Шампйон Франко Давін Якко Елтінг Херман Лопес           |
| 29 квітня | BMW Open Мюнхен, Німеччина ATP World Series Ґрунт – $225,000 – 32S/16D Одиночний розряд – Парний розряд                                 | Магнус Густафссон 3–6, 6–3, 4–3 retired        | Гільєрмо Перес Рольдан            | Іван Лендл Крістіан Берґстрем       | Тодд Вітскен Удо Ріглевскі Ларс Єнссон Горан Іванишевич        |
| 29 квітня | BMW Open Мюнхен, Німеччина ATP World Series Ґрунт – $225,000 – 32S/16D Одиночний розряд – Парний розряд                                 | Патрік Гелбрайт Тодд Вітскен 6–1, 6–3          | Андерс Яррід Дані Віссер          | Іван Лендл Крістіан Берґстрем       | Тодд Вітскен Удо Ріглевскі Ларс Єнссон Горан Іванишевич        |
| 29 квітня | USTA Clay Court Championships of Tampa Тампа, FL, US ATP World Series Ґрунт – $225,000 – 32S/16D                                        | Річі Ренеберг 4–6, 6–4, 6–2                    | Петр Корда                        | Пабло Аррая Кріс Гарнер             | Малівай Вашингтон Келле Евернден Мікаель Пернфорс Хав'єр Франа |
| 29 квітня | USTA Clay Court Championships of Tampa Тампа, FL, US ATP World Series Ґрунт – $225,000 – 32S/16D                                        | Кен Флек Роберт Сегусо 6–7, 6–4, 6–1           | Девід Пейт Річі Ренеберг          | Пабло Аррая Кріс Гарнер             | Малівай Вашингтон Келле Евернден Мікаель Пернфорс Хав'єр Франа |

### Травень
| Тиждень            | Турнір | Чемпіони                                     | Фіналісти                    | Півфіналісти                   | Чвертьфіналісти                                                   |
| ------------------ | --- | -------------------------------------------- | ---------------------------- | ------------------------------ | ----------------------------------------------------------------- |
| 6 травня           | German Open Гамбург, Німеччина ATP Турнір Series, Single-Week Ґрунт – $750,000 – 56S/28D Одиночний розряд – Парний розряд                  | Карел Новачек 6–3, 6–3, 5–7, 0–6, 6–1        | Магнус Густафссон            | Міхаель Штіх Горан Прпич       | Стефан Едберг Марк Куверманс Горан Іванишевич Яннік Ноа           |
| 6 травня           | German Open Гамбург, Німеччина ATP Турнір Series, Single-Week Ґрунт – $750,000 – 56S/28D Одиночний розряд – Парний розряд                  | Серхіо Касаль Еміліо Санчес Вікаріо 7–6, 7–6 | Кассіу Мотта Дані Віссер     | Міхаель Штіх Горан Прпич       | Стефан Едберг Марк Куверманс Горан Іванишевич Яннік Ноа           |
| 6 травня           | U.S. Men's Clay Court Championships Шарлотт, NC, US ATP World Series Ґрунт – $215,000 – 32S/16D Одиночний розряд – Парний розряд           | Хайме Їсага 6–3, 7–5                         | Джиммі Аріес                 | Малівай Вашингтон Хав'єр Франа | Майкл Чанг Девід Вітон Річі Ренеберг Пабло Аррая                  |
| 6 травня           | U.S. Men's Clay Court Championships Шарлотт, NC, US ATP World Series Ґрунт – $215,000 – 32S/16D Одиночний розряд – Парний розряд           | Рік Ліч Джим П'ю 6–3, 2–6, 6–3               | Брет Гарнетт Грег Ван Ембург | Малівай Вашингтон Хав'єр Франа | Майкл Чанг Девід Вітон Річі Ренеберг Пабло Аррая                  |
| 13 травня          | Internazionali d'Italia Rome, Італія ATP Турнір Series, Single-Week Ґрунт – $1,002,000 – 64S/32D Одиночний розряд – Парний розряд          | Еміліо Санчес Вікаріо 6–3, 6–1, 3–0 retired  | Альберто Манчіні             | Горан Прпич Серхі Бругера      | Річард Фромберг Андрій Черкасов Фабріс Санторо Орасіо де ла Пенья |
| 13 травня          | Internazionali d'Italia Rome, Італія ATP Турнір Series, Single-Week Ґрунт – $1,002,000 – 64S/32D Одиночний розряд – Парний розряд          | Омар Кампорезе Горан Іванишевич 6–2, 6–3     | Люк Єнсен Лорі Вордер        | Горан Прпич Серхі Бругера      | Річард Фромберг Андрій Черкасов Фабріс Санторо Орасіо де ла Пенья |
| 13 травня          | Yugoslav Open Умаг, Югославія ATP World Series Ґрунт – $215,000 – 32S/16D Одиночний розряд – Парний розряд                                 | Дмитро Поляков 6–4, 6–4                      | Хав'єр Санчес                | Петр Корда Жан-Філіпп Флер'ян  | Річі Ренеберг Бруно Орешар Франсіско Клавет Мар'ян Вайда          |
| 13 травня          | Yugoslav Open Умаг, Югославія ATP World Series Ґрунт – $215,000 – 32S/16D Одиночний розряд – Парний розряд                                 | Гілад Блюм Хав'єр Санчес 7–6, 2–6, 6–1       | Річі Ренеберг Девід Вітон    | Петр Корда Жан-Філіпп Флер'ян  | Річі Ренеберг Бруно Орешар Франсіско Клавет Мар'ян Вайда          |
| 20 травня          | Peugeot World Team Cup Дюссельдорф, Німеччина Ґрунт – $1,277,500 – 8 teams (RR)                                                            | Швеція 2–1                                   | СФРЮ                         | Раунд Robin (Red Group)        | Раунд Robin (Blue Group)                                          |
| 20 травня          | Internazionali Cassa di Risparmio Болонья, Італія ATP World Series Ґрунт – $225,000 – 32S/16D                                              | Паоло Кане 5–7, 6–3, 7–5                     | Ян Гуннарссон                | Джефф Таранго Омар Кампорезе   | Жайме Онсінс Томас Мустер Едуардо Массо Луїс Маттар               |
| 20 травня          | Internazionali Cassa di Risparmio Болонья, Італія ATP World Series Ґрунт – $225,000 – 32S/16D                                              | Люк Єнсен Лорі Вордер 6–4, 7–6               | Луїс Маттар Жайме Онсінс     | Джефф Таранго Омар Кампорезе   | Жайме Онсінс Томас Мустер Едуардо Массо Луїс Маттар               |
| 27 травня 3 червня | Відкритий чемпіонат Франції з тенісу Paris, Франція Grand Slam Ґрунт – $3,481,550 – 128S/64D/48XD Одиночний розряд – Парний розряд – Мікст | Джим Кур'є 3–6, 6–4, 2–6, 6–1, 6–4           | Андре Агассі                 | Міхаель Штіх Борис Бекер       | Стефан Едберг Франко Давін Якоб Гласек Майкл Чанг                 |
| 27 травня 3 червня | Відкритий чемпіонат Франції з тенісу Paris, Франція Grand Slam Ґрунт – $3,481,550 – 128S/64D/48XD Одиночний розряд – Парний розряд – Мікст | Джон Фіцджеральд Андерс Яррід 6–0, 7–6       | Рік Ліч Джим П'ю             | Міхаель Штіх Борис Бекер       | Стефан Едберг Франко Давін Якоб Гласек Майкл Чанг                 |
| 27 травня 3 червня | Відкритий чемпіонат Франції з тенісу Paris, Франція Grand Slam Ґрунт – $3,481,550 – 128S/64D/48XD Одиночний розряд – Парний розряд – Мікст | Гелена Сукова Цирил Сук 3–6, 6–4, 6–1        | Кароліна Віс Паул Гаргейс    | Міхаель Штіх Борис Бекер       | Стефан Едберг Франко Давін Якоб Гласек Майкл Чанг                 |

### Червень
| Тиждень           | Турнір | Чемпіони                                              | Фіналісти                        | Півфіналісти                   | Чвертьфіналісти                                               |
| ----------------- | --- | ----------------------------------------------------- | -------------------------------- | ------------------------------ | ------------------------------------------------------------- |
| 10 червня         | Stella Artois Championships London, Great Britain ATP World Series Трава – $450,000 – 56S/28D Одиночний розряд – Парний розряд    | Стефан Едберг 6–2, 6–3                                | Девід Вітон                      | Малівай Вашингтон Андерс Яррід | Пет Кеш Джон Фіцджеральд Майкл Чанг Грант Коннелл             |
| 10 червня         | Stella Artois Championships London, Great Britain ATP World Series Трава – $450,000 – 56S/28D Одиночний розряд – Парний розряд    | Тодд Вудбрідж Марк Вудфорд 7–6, 6–4                   | Грант Коннелл Гленн Мічібата     | Малівай Вашингтон Андерс Яррід | Пет Кеш Джон Фіцджеральд Майкл Чанг Грант Коннелл             |
| 10 червня         | Internazionali di Firenze Флоренція, Італія ATP World Series Ґрунт – $225,000 – 32S/16D                                           | Томас Мустер 6–2, 6–7(2–7), 6–4                       | Горст Скофф                      | Едуардо Массо Карлос Коста     | Габріель Маркус Магнус Ларссон Джиммі Аріес Фабріс Санторо    |
| 10 червня         | Internazionali di Firenze Флоренція, Італія ATP World Series Ґрунт – $225,000 – 32S/16D                                           | Ула Юнссон Магнус Ларссон 3–6, 6–1, 6–1               | Хуан Карлос Багена Карлос Коста  | Едуардо Массо Карлос Коста     | Габріель Маркус Магнус Ларссон Джиммі Аріес Фабріс Санторо    |
| 10 червня         | Continental Grass Court Championships Росмален, Нідерланди ATP World Series Трава – $225,000 – 32S/16D                            | Крістіан Сакіану 6–1, 3–6, 7–5                        | Міхіл Схаперс                    | Якоб Гласек Міхаель Штіх       | Андрій Ольховський Амос Мансдорф Дієго Наргісо Ріхард Крайчек |
| 10 червня         | Continental Grass Court Championships Росмален, Нідерланди ATP World Series Трава – $225,000 – 32S/16D                            | Гендрік Ян Давідс Паул Гаргейс 6–3, 7–6               | Ріхард Крайчек Ян Сімерінк       | Якоб Гласек Міхаель Штіх       | Андрій Ольховський Амос Мансдорф Дієго Наргісо Ріхард Крайчек |
| 17 червня         | Campionati Internazionali di Puglia Генуя, Італія ATP World Series Ґрунт – $225,000 – 32S/16D                                     | Карл-Уве Штеб 6–3, 6–4                                | Хорді Арресе                     | Томас Мустер Едуардо Массо     | Роналд Ейдженор Седрік Пйолін Роберто Асар Жан-Філіпп Флер'ян |
| 17 червня         | Campionati Internazionali di Puglia Генуя, Італія ATP World Series Ґрунт – $225,000 – 32S/16D                                     | Маркос Горріс Альфонсо Мора 5–7, 7–5, 6–3             | Массімо Ардінгі Массімо Боскатто | Томас Мустер Едуардо Массо     | Роналд Ейдженор Седрік Пйолін Роберто Асар Жан-Філіпп Флер'ян |
| 17 червня         | Direct Line Insurance Open Манчестер, Great Britain ATP World Series Трава – $225,000 – 32S/16D Одиночний розряд – Парний розряд  | Горан Іванишевич 6–4, 6–4                             | Піт Сампрас                      | Велі Палохеймо Гері Мюллер     | Веллі Месур Амос Мансдорф Тодд Вітскен Арне Томс              |
| 17 червня         | Direct Line Insurance Open Манчестер, Great Britain ATP World Series Трава – $225,000 – 32S/16D Одиночний розряд – Парний розряд  | Омар Кампорезе Горан Іванишевич 6–4, 6–3              | Нік Браун Ендрю Кастл            | Велі Палохеймо Гері Мюллер     | Веллі Месур Амос Мансдорф Тодд Вітскен Арне Томс              |
| 24 червня 1 липня | Вімблдонський турнір London, Great Britain Grand Slam Трава – $3,460,438 – 128S/64D/64XD Одиночний розряд – Парний розряд – Мікст | Міхаель Штіх 6–4, 7–6(7–4), 6–4                       | Борис Бекер                      | Стефан Едберг Девід Вітон      | Тьєррі Шампйон Джим Кур'є Андре Агассі Гі Форже               |
| 24 червня 1 липня | Вімблдонський турнір London, Great Britain Grand Slam Трава – $3,460,438 – 128S/64D/64XD Одиночний розряд – Парний розряд – Мікст | Джон Фіцджеральд Андерс Яррід 6–3, 6–4, 6–7(7–9), 6–1 | Хав'єр Франа Леонардо Лаваль     | Стефан Едберг Девід Вітон      | Тьєррі Шампйон Джим Кур'є Андре Агассі Гі Форже               |
| 24 червня 1 липня | Вімблдонський турнір London, Great Britain Grand Slam Трава – $3,460,438 – 128S/64D/64XD Одиночний розряд – Парний розряд – Мікст | Елізабет Смайлі Джон Фіцджеральд 7–6(7–4), 6–2        | Наташа Звєрєва Джим П'ю          | Стефан Едберг Девід Вітон      | Тьєррі Шампйон Джим Кур'є Андре Агассі Гі Форже               |

### Липень
| Тиждень  | Турнір | Чемпіони                                        | Фіналісти                          | Півфіналісти                        | Чвертьфіналісти                                                   |
| -------- | --- | ----------------------------------------------- | ---------------------------------- | ----------------------------------- | ----------------------------------------------------------------- |
| 8 липня  | Rado Open Гштаад, Швейцарія ATP World Series Ґрунт – $275,000 – 32S/16D                                                                     | Еміліо Санчес Вікаріо 6–1, 6–4, 6–4             | Серхі Бругера                      | Горан Іванишевич Карел Новачек      | Андрес Гомес Орасіо де ла Пенья Мартін Хайте Міхаель Штіх         |
| 8 липня  | Rado Open Гштаад, Швейцарія ATP World Series Ґрунт – $275,000 – 32S/16D                                                                     | Гері Мюллер Дані Віссер 7–6, 6–4                | Гі Форже Якоб Гласек               | Горан Іванишевич Карел Новачек      | Андрес Гомес Орасіо де ла Пенья Мартін Хайте Міхаель Штіх         |
| 8 липня  | Swedish Open Бостад, Швеція ATP World Series Ґрунт – $225,000 – 32S/16D Одиночний розряд – Парний розряд                                    | Магнус Густафссон 6–1, 6–2                      | Альберто Манчіні                   | Олександр Волков Крістіан Берґстрем | Магнус Ларссон Ларс Єнссон Ян Гуннарссон Пабло Аррая              |
| 8 липня  | Swedish Open Бостад, Швеція ATP World Series Ґрунт – $225,000 – 32S/16D Одиночний розряд – Парний розряд                                    | Ронні Ботман Рікард Берг 6–4, 6–4               | Магнус Густафссон Андерс Яррід     | Олександр Волков Крістіан Берґстрем | Магнус Ларссон Ларс Єнссон Ян Гуннарссон Пабло Аррая              |
| 8 липня  | Miller Lite Hall of Fame Championships Ньюпорт, RI, US ATP World Series Трава – $150,000 – 32S/16D                                          | Браян Шелтон 3–6, 6–4, 6–4                      | Хав'єр Франа                       | Тодд Мартін Марк Кратцманн          | Мартін Востенголм Хрісто ван Ренсбург Якко Елтінг Гленн Леєндекер |
| 8 липня  | Miller Lite Hall of Fame Championships Ньюпорт, RI, US ATP World Series Трава – $150,000 – 32S/16D                                          | Джанлука Поцці Бретт Стівен 6–4, 6–4            | Хав'єр Франа Брюс Стіл             | Тодд Мартін Марк Кратцманн          | Мартін Востенголм Хрісто ван Ренсбург Якко Елтінг Гленн Леєндекер |
| 15 липня | Mercedes Cup Штутгарт, Німеччина ATP Турнір Series Ґрунт – $825,000 – 48S/24D Одиночний розряд – Парний розряд                              | Міхаель Штіх 1–6, 7–6(11–9), 6–4, 6–2           | Альберто Манчіні                   | Франсіско Клавет Ларс Кословскі     | Ріхард Крайчек Седрік Пйолін Херман Лопес Горан Прпич             |
| 15 липня | Mercedes Cup Штутгарт, Німеччина ATP Турнір Series Ґрунт – $825,000 – 48S/24D Одиночний розряд – Парний розряд                              | Веллі Месур Еміліо Санчес Вікаріо 2–6, 6–3, 6–4 | Омар Кампорезе Горан Іванишевич    | Франсіско Клавет Ларс Кословскі     | Ріхард Крайчек Седрік Пйолін Херман Лопес Горан Прпич             |
| 15 липня | Sovran Bank Classic Washington, D.C., US ATP Турнір Series Тверде – $465,000 – 56S/28D Одиночний розряд – Парний розряд                     | Андре Агассі 6–3, 6–4                           | Петр Корда                         | Хайме Їсага Маркус Цюкке            | Юган Карлссон Річі Ренеберг Бред Гілберт Луїс Еррера              |
| 15 липня | Sovran Bank Classic Washington, D.C., US ATP Турнір Series Тверде – $465,000 – 56S/28D Одиночний розряд – Парний розряд                     | Скотт Девіс Девід Пейт 7–6, 7–6                 | Кен Флек Роберт Сегусо             | Хайме Їсага Маркус Цюкке            | Юган Карлссон Річі Ренеберг Бред Гілберт Луїс Еррера              |
| 22 липня | Canadian Open Монреаль, Quebec, Канада ATP Турнір Series, Single-Week Тверде – $930,000 – 56S/28D Одиночний розряд – Парний розряд          | Андрій Чесноков 3–6, 6–4, 6–3                   | Петр Корда                         | Іван Лендл Джим Кур'є               | Джим Грабб Мацуока Сюдзо Якоб Гласек Деррік Ростаньйо             |
| 22 липня | Canadian Open Монреаль, Quebec, Канада ATP Турнір Series, Single-Week Тверде – $930,000 – 56S/28D Одиночний розряд – Парний розряд          | Патрік Гелбрайт Тодд Вітскен 6–7, 6–4, 6–4      | Грант Коннелл Гленн Мічібата       | Іван Лендл Джим Кур'є               | Джим Грабб Мацуока Сюдзо Якоб Гласек Деррік Ростаньйо             |
| 22 липня | Dutch Open Гілверсюм, Нідерланди ATP World Series Ґрунт – $215,000 – 32S/16D Одиночний розряд – Парний розряд                               | Магнус Густафссон 5–7, 7–6(7–2), 2–6, 6–1, 6–0  | Хорді Арресе                       | Марк Куверманс Карел Новачек        | Ренцо Фурлан Томас Мустер Марк Россе Франко Давін                 |
| 22 липня | Dutch Open Гілверсюм, Нідерланди ATP World Series Ґрунт – $215,000 – 32S/16D Одиночний розряд – Парний розряд                               | Ріхард Крайчек Ян Сімерінк 7–5, 6–4             | Франсіско Клавет Магнус Густафссон | Марк Куверманс Карел Новачек        | Ренцо Фурлан Томас Мустер Марк Россе Франко Давін                 |
| 29 липня | Philips Austrian Open Кіцбюель, Австрія ATP World Series Ґрунт – $337,500 – 48S/24D Одиночний розряд – Парний розряд                        | Карел Новачек 7–6(7–2), 7–6(7–4), 6–2           | Магнус Густафссон                  | Франсіско Клавет Мартін Хайте       | Маркус Цільнер Горст Скофф Тьєррі Шампйон Еміліо Санчес Вікаріо   |
| 29 липня | Philips Austrian Open Кіцбюель, Австрія ATP World Series Ґрунт – $337,500 – 48S/24D Одиночний розряд – Парний розряд                        | Томас Карбонелл Франсіско Ройг Walkover         | Пабло Аррая Дмитро Поляков         | Франсіско Клавет Мартін Хайте       | Маркус Цільнер Горст Скофф Тьєррі Шампйон Еміліо Санчес Вікаріо   |
| 29 липня | Volvo Tennis/Los Angeles Los Angeles, CA, US ATP World Series Тверде – $225,000 – 32S/16D Одиночний розряд – Парний розряд                  | Піт Сампрас 6–2, 6–7(5–7), 6–3                  | Бред Гілберт                       | Стефан Едберг Стефано Пескосолідо   | Аарон Крікстейн Стів Браян Скотт Девіс Амос Мансдорф              |
| 29 липня | Volvo Tennis/Los Angeles Los Angeles, CA, US ATP World Series Тверде – $225,000 – 32S/16D Одиночний розряд – Парний розряд                  | Хав'єр Франа Джим П'ю 7–5, 2–6, 6–4             | Гленн Мічібата Бред Пірс           | Стефан Едберг Стефано Пескосолідо   | Аарон Крікстейн Стів Браян Скотт Девіс Амос Мансдорф              |
| 29 липня | Campionati Internazionali di San Marino Сан-Марино, Сан-Марино ATP World Series Ґрунт – $250,000 – 32S/16D Одиночний розряд – Парний розряд | Гільєрмо Перес Рольдан 6–3, 6–1                 | Фредерік Фонтан                    | Ренцо Фурлан Роберто Асар           | Карлос Коста Франко Давін Ніклас Культі Клаудіо Медзадрі          |
| 29 липня | Campionati Internazionali di San Marino Сан-Марино, Сан-Марино ATP World Series Ґрунт – $250,000 – 32S/16D Одиночний розряд – Парний розряд | Хорді Арресе Карлос Коста 6–3, 3–6, 6–3         | Крістіан Мініуссі Дієго Перес      | Ренцо Фурлан Роберто Асар           | Карлос Коста Франко Давін Ніклас Культі Клаудіо Медзадрі          |

### Серпень
| Тиждень              | Турнір | Чемпіони                                         | Фіналісти                                   | Півфіналісти                        | Чвертьфіналісти                                              |
| -------------------- | --- | ------------------------------------------------ | ------------------------------------------- | ----------------------------------- | ------------------------------------------------------------ |
| 5 серпня             | Thriftway ATP Championships Мейсон, OH, US ATP Турнір Series, Single-Week Тверде – $1,020,000 – 56S/28D Одиночний розряд – Парний розряд    | Гі Форже 2–6, 7–6(7–4), 6–4                      | Піт Сампрас                                 | Борис Бекер Джим Кур'є              | Андрій Черкасов Деррік Ростаньйо Бред Гілберт Стефан Едберг  |
| 5 серпня             | Thriftway ATP Championships Мейсон, OH, US ATP Турнір Series, Single-Week Тверде – $1,020,000 – 56S/28D Одиночний розряд – Парний розряд    | Кен Флек Роберт Сегусо 6–3, 6–4                  | Грант Коннелл Гленн Мічібата                | Борис Бекер Джим Кур'є              | Андрій Черкасов Деррік Ростаньйо Бред Гілберт Стефан Едберг  |
| 5 серпня             | Czechoslovak Open Прага, Czechoslovakia ATP World Series Ґрунт – $305,000 – 32S/16D Одиночний розряд – Парний розряд                        | Карел Новачек 7–6(7–5), 6–2                      | Магнус Густафссон                           | Гільєрмо Перес Рольдан Томас Мустер | Арно Боеч Горст Скофф Магнус Ларссон Орасіо де ла Пенья      |
| 5 серпня             | Czechoslovak Open Прага, Czechoslovakia ATP World Series Ґрунт – $305,000 – 32S/16D Одиночний розряд – Парний розряд                        | Войтех Флегль Цирил Сук 6–4, 6–2                 | Лібор Пімек Даніель Вацек                   | Гільєрмо Перес Рольдан Томас Мустер | Арно Боеч Горст Скофф Магнус Ларссон Орасіо де ла Пенья      |
| 12 серпня            | GTE U.S. Men's Hard Court Championships Індіанаполіс, IN, US ATP Турнір Series Тверде – $825,000 – 56S/28D Одиночний розряд – Парний розряд | Піт Сампрас 7–6(7–2), 3–6, 6–3                   | Борис Бекер                                 | Девід Вітон Джим Кур'є              | Якоб Гласек Фабріс Санторо Річард Фромберг Андрій Черкасов   |
| 12 серпня            | GTE U.S. Men's Hard Court Championships Індіанаполіс, IN, US ATP Турнір Series Тверде – $825,000 – 56S/28D Одиночний розряд – Парний розряд | Кен Флек Роберт Сегусо 6–4, 6–3                  | Кент Кіннієр Свен Салумаа                   | Девід Вітон Джим Кур'є              | Якоб Гласек Фабріс Санторо Річард Фромберг Андрій Черкасов   |
| 12 серпня            | Volvo International Нью-Гейвен (Коннектикут), CT, US ATP Турнір Series Тверде – $825,000 – 56S/28D Одиночний розряд – Парний розряд         | Петр Корда 6–4, 6–2                              | Горан Іванишевич                            | Деррік Ростаньйо Марк Россе         | Ріхард Крайчек Джон Макінрой Омар Кампорезе Майкл Чанг       |
| 12 серпня            | Volvo International Нью-Гейвен (Коннектикут), CT, US ATP Турнір Series Тверде – $825,000 – 56S/28D Одиночний розряд – Парний розряд         | Петр Корда Веллі Месур Walkover                  | Джефф Браун Скотт Мелвілл                   | Деррік Ростаньйо Марк Россе         | Ріхард Крайчек Джон Макінрой Омар Кампорезе Майкл Чанг       |
| 19 серпня            | Norstar Bank Hamlet Challenge Cup Лонг-Айленд, NY, US ATP World Series Тверде – $225,000 – 32S/16D Одиночний розряд – Парний розряд         | Іван Лендл 6–3, 6–2                              | Стефан Едберг                               | Олів'є Делетр Джон Макінрой         | Джиммі Коннорс Тьєррі Шампйон Луїс Маттар Омар Кампорезе     |
| 19 серпня            | Norstar Bank Hamlet Challenge Cup Лонг-Айленд, NY, US ATP World Series Тверде – $225,000 – 32S/16D Одиночний розряд – Парний розряд         | Ерік Єлен Карл-Уве Штеб 0–6, 6–4, 7–6            | Даг Флек Дієго Наргісо                      | Олів'є Делетр Джон Макінрой         | Джиммі Коннорс Тьєррі Шампйон Луїс Маттар Омар Кампорезе     |
| 19 серпня            | OTB International Open Скенектаді, NY, US ATP World Series Тверде – $125,000 – 32S/16D Одиночний розряд – Парний розряд                     | Міхаель Штіх 6–2, 6–4                            | Еміліо Санчес Вікаріо                       | Горст Скофф Франсіско Клавет        | Тодд Вудбрідж Андрій Черкасов Олександр Волков Серхі Бругера |
| 19 серпня            | OTB International Open Скенектаді, NY, US ATP World Series Тверде – $125,000 – 32S/16D Одиночний розряд – Парний розряд                     | Хав'єр Санчес Тодд Вудбрідж 3–6, 7–6, 7–6        | Андрес Гомес Еміліо Санчес Вікаріо          | Горст Скофф Франсіско Клавет        | Тодд Вудбрідж Андрій Черкасов Олександр Волков Серхі Бругера |
| 26 серпня 2 вересняt | Відкритий чемпіонат США з тенісу Нью-Йорк, US Grand Slam Тверде – $3,099,300 – 128S/64D/32XD Одиночний розряд – Парний розряд – Мікст       | Стефан Едберг 6–2, 6–4, 6–0                      | Джим Кур'є                                  | Джиммі Коннорс Іван Лендл           | Паул Гаргейс Піт Сампрас Міхаель Штіх Хав'єр Санчес          |
| 26 серпня 2 вересняt | Відкритий чемпіонат США з тенісу Нью-Йорк, US Grand Slam Тверде – $3,099,300 – 128S/64D/32XD Одиночний розряд – Парний розряд – Мікст       | Джон Фіцджеральд Андерс Яррід 6–3, 3–6, 6–3, 6–3 | Скотт Девіс Девід Пейт                      | Джиммі Коннорс Іван Лендл           | Паул Гаргейс Піт Сампрас Міхаель Штіх Хав'єр Санчес          |
| 26 серпня 2 вересняt | Відкритий чемпіонат США з тенісу Нью-Йорк, US Grand Slam Тверде – $3,099,300 – 128S/64D/32XD Одиночний розряд – Парний розряд – Мікст       | Манон Боллеграф Том Нейссен 6–2, 7–6(7–2)        | Аранча Санчес Вікаріо Еміліо Санчес Вікаріо | Джиммі Коннорс Іван Лендл           | Паул Гаргейс Піт Сампрас Міхаель Штіх Хав'єр Санчес          |

### Вересень
| Тиждень    | Турнір | Чемпіони                                                       | Фіналісти                                     | Півфіналісти                        | Чвертьфіналісти                                                 |
| ---------- | --- | -------------------------------------------------------------- | --------------------------------------------- | ----------------------------------- | --------------------------------------------------------------- |
| 9 вересня  | Grand Prix de Passing Shot Бордо, Франція ATP World Series Тверде – $270,000 – 32S/16D                                               | Гі Форже 6–1, 6–3                                              | Олів'є Делетр                                 | Седрік Пйолін Тьєррі Шампйон        | Ларс Єнссон Фабріс Санторо Арно Боеч Александр Мронц            |
| 9 вересня  | Grand Prix de Passing Shot Бордо, Франція ATP World Series Тверде – $270,000 – 32S/16D                                               | Арно Боеч Гі Форже 6–2, 6–2                                    | Патрік Кюнен Александр Мронц                  | Седрік Пйолін Тьєррі Шампйон        | Ларс Єнссон Фабріс Санторо Арно Боеч Александр Мронц            |
| 9 вересня  | Brasília Open Бразилія (місто), Бразилія ATP World Series Килим – $225,000 – 48S/16D                                                 | Андрес Гомес 6–4, 3–6, 6–3                                     | Хав'єр Санчес                                 | Браян Шелтон Даніло Марселіно       | Сендон Столл Тодд Мартін Мартін Хайте Франсіско Монтана         |
| 9 вересня  | Brasília Open Бразилія (місто), Бразилія ATP World Series Килим – $225,000 – 48S/16D                                                 | Кент Кіннієр Роджер Сміт 6–2, 3–6, 7–6                         | Рікардо Асіолі Мауру Менезіс                  | Браян Шелтон Даніло Марселіно       | Сендон Столл Тодд Мартін Мартін Хайте Франсіско Монтана         |
| 9 вересня  | Barclay Open Женева, Швейцарія ATP World Series Ґрунт – $225,000 – 32S/16D Одиночний розряд – Парний розряд                          | Томас Мустер 6–2, 6–4                                          | Горст Скофф                                   | Андрій Медведєв Хорді Арресе        | Серхі Бругера Крістіан Мініуссі Орасіо де ла Пенья Жайме Онсінс |
| 9 вересня  | Barclay Open Женева, Швейцарія ATP World Series Ґрунт – $225,000 – 32S/16D Одиночний розряд – Парний розряд                          | Серхі Бругера Марк Россе 3–6, 6–3, 6–2                         | Пер Генрікссон Ула Юнссон                     | Андрій Медведєв Хорді Арресе        | Серхі Бругера Крістіан Мініуссі Орасіо де ла Пенья Жайме Онсінс |
| 16 вересня | Davis Cup by NEC Semifinals Канзас-Сіті, MO, US – clay (i) Pau, Франція – carpet                                                     | Переможці півфіналів Сполучені Штати Америки 3–2 · Франція 5–0 | Переможені у півфіналах Німеччина · Югославія |                                     |                                                                 |
| 23 вересня | Swiss Indoors Базель, Швейцарія ATP World Series Тверде (i) – $675,000 – 32S/16D Одиночний розряд – Парний розряд                    | Якоб Гласек 7–6(7–4), 6–0, 6–3                                 | Джон Макінрой                                 | Джиммі Коннорс Олександр Волков     | Крістіан Берґстрем Амос Мансдорф Кевін Каррен Карел Новачек     |
| 23 вересня | Swiss Indoors Базель, Швейцарія ATP World Series Тверде (i) – $675,000 – 32S/16D Одиночний розряд – Парний розряд                    | Якоб Гласек Патрік Макінрой 3–6, 7–6, 7–6                      | Петр Корда Джон Макінрой                      | Джиммі Коннорс Олександр Волков     | Крістіан Берґстрем Амос Мансдорф Кевін Каррен Карел Новачек     |
| 23 вересня | Campionati Internazionali di Sicilia Палермо, Італія ATP World Series Ґрунт – $270,000 – 32S/16D                                     | Фредерік Фонтан 1–6, 6–3, 6–3                                  | Еміліо Санчес Вікаріо                         | Мар'ян Вайда Хорді Арресе           | Томас Мустер Дієго Наргісо Яннік Ноа Массімо Сієрро             |
| 23 вересня | Campionati Internazionali di Sicilia Палермо, Італія ATP World Series Ґрунт – $270,000 – 32S/16D                                     | Якко Елтінг Том Кемперс 3–6, 6–3, 6–3                          | Еміліо Санчес Вікаріо Хав'єр Санчес           | Мар'ян Вайда Хорді Арресе           | Томас Мустер Дієго Наргісо Яннік Ноа Массімо Сієрро             |
| 23 вересня | Queensland Open Брисбен, Австралія ATP World Series Тверде – $225,000 – 32S/16D                                                      | Джанлука Поцці 6–3, 7–6(7–4)                                   | Аарон Крікстейн                               | Джейсон Столтенберг Андрій Чесноков | Бред Гілберт Джим Грабб Вейн Феррейра Річард Фромберг           |
| 23 вересня | Queensland Open Брисбен, Австралія ATP World Series Тверде – $225,000 – 32S/16D                                                      | Тодд Вудбрідж Марк Вудфорд 7–6, 6–3                            | Джон Фіцджеральд Гленн Мічібата               | Джейсон Столтенберг Андрій Чесноков | Бред Гілберт Джим Грабб Вейн Феррейра Річард Фромберг           |
| 30 вересня | Australian Indoor Championships Сідней, Австралія ATP Турнір Series Тверде (i) – $750,000 – 48S/24D Одиночний розряд – Парний розряд | Стефан Едберг 6–2, 6–2, 6–2                                    | Бред Гілберт                                  | Горан Іванишевич Піт Сампрас        | Майкл Чанг Андре Агассі Девід Вітон Вейн Феррейра               |
| 30 вересня | Australian Indoor Championships Сідней, Австралія ATP Турнір Series Тверде (i) – $750,000 – 48S/24D Одиночний розряд – Парний розряд | Джим Грабб Річі Ренеберг 6–2, 6–3                              | Люк Єнсен Лорі Вордер                         | Горан Іванишевич Піт Сампрас        | Майкл Чанг Андре Агассі Девід Вітон Вейн Феррейра               |
| 30 вересня | Grand Prix de Tennis de Toulouse Тулуза, Франція ATP World Series Тверде (i) – $260,000 – 32S/16D Одиночний розряд – Парний розряд   | Гі Форже 6–2, 7–6(7–4)                                         | Амос Мансдорф                                 | Ріхард Крайчек Олександр Волков     | Марк Россе Джон Макінрой Седрік Пйолін Крістіан Берґстрем       |
| 30 вересня | Grand Prix de Tennis de Toulouse Тулуза, Франція ATP World Series Тверде (i) – $260,000 – 32S/16D Одиночний розряд – Парний розряд   | Том Нейссен Цирил Сук 4–6, 6–3, 7–6                            | Джеремі Бейтс Кевін Каррен                    | Ріхард Крайчек Олександр Волков     | Марк Россе Джон Макінрой Седрік Пйолін Крістіан Берґстрем       |
| 30 вересня | Athens Open Афіни, Греція ATP World Series Ґрунт – $125,000 – 32S/16D Одиночний розряд – Парний розряд                               | Серхі Бругера 7–5, 6–3                                         | Хорді Арресе                                  | Томас Мустер Франсіско Клавет       | Ренцо Фурлан Гільєрмо Перес Рольдан Ларс Єнссон Марк Куверманс  |
| 30 вересня | Athens Open Афіни, Греція ATP World Series Ґрунт – $125,000 – 32S/16D Одиночний розряд – Парний розряд                               | Якко Елтінг Марк Куверманс 5–7, 7–6, 7–5                       | Менно Остінг Оллі Ранасто                     | Томас Мустер Франсіско Клавет       | Ренцо Фурлан Гільєрмо Перес Рольдан Ларс Єнссон Марк Куверманс  |

### Жовтень
| Тиждень   | Турнір | Чемпіони                                          | Фіналісти                    | Півфіналісти                 | Чвертьфіналісти                                                   |
| --------- | --- | ------------------------------------------------- | ---------------------------- | ---------------------------- | ----------------------------------------------------------------- |
| 7 жовтня  | Seiko Super Tennis Tournament Tokyo, Японія ATP Турнір Series Килим (i) – $750,000 – 48S/24D Одиночний розряд – Парний розряд   | Стефан Едберг 6–3, 1–6, 6–2                       | Деррік Ростаньйо             | Горан Іванишевич Іван Лендл  | Майкл Чанг Андре Агассі Девід Вітон Борис Бекер                   |
| 7 жовтня  | Seiko Super Tennis Tournament Tokyo, Японія ATP Турнір Series Килим (i) – $750,000 – 48S/24D Одиночний розряд – Парний розряд   | Джим Грабб Річі Ренеберг 6–3, 6–7, 6–2            | Скотт Девіс Девід Пейт       | Горан Іванишевич Іван Лендл  | Майкл Чанг Андре Агассі Девід Вітон Борис Бекер                   |
| 7 жовтня  | Holsten International Berlin, Німеччина ATP World Series Килим (i) – $260,000 – 32S/16D                                         | Петр Корда 6–3, 6–4                               | Арно Боеч                    | Андерс Яррід Патрік Кюнен    | Міхаель Штіх Олександр Волков Жан-Філіпп Флер'ян Седрік Пйолін    |
| 7 жовтня  | Holsten International Berlin, Німеччина ATP World Series Килим (i) – $260,000 – 32S/16D                                         | Петр Корда Карел Новачек 3–6, 7–5, 7–5            | Ян Сімерінк Даніель Вацек    | Андерс Яррід Патрік Кюнен    | Міхаель Штіх Олександр Волков Жан-Філіпп Флер'ян Седрік Пйолін    |
| 7 жовтня  | Riklis Classic Тель-Авів, Ізраїль ATP World Series Тверде – $125,000 – 32S/16D Одиночний розряд – Парний розряд                 | Леонардо Лаваль 6–2, 3–6, 6–3                     | Хрісто ван Ренсбург          | Браян Шелтон Гілад Блюм      | Андрій Черкасов Петер Нюборґ Олів'є Делетр Юган Карлссон          |
| 7 жовтня  | Riklis Classic Тель-Авів, Ізраїль ATP World Series Тверде – $125,000 – 32S/16D Одиночний розряд – Парний розряд                 | Давід Рікл Міхіл Схаперс 6–2, 6–7, 6–3            | Хав'єр Франа Леонардо Лаваль | Браян Шелтон Гілад Блюм      | Андрій Черкасов Петер Нюборґ Олів'є Делетр Юган Карлссон          |
| 14 жовтня | Grand Prix de Tennis de Lyon Ліон, Франція ATP World Series Килим (i) – $450,000 – 32S/16D Одиночний розряд – Парний розряд     | Піт Сампрас 6–1, 6–1                              | Олів'є Делетр                | Серхі Бругера Бред Гілберт   | Йохан Крік Кевін Каррен Альберто Манчіні Юнас Свенссон            |
| 14 жовтня | Grand Prix de Tennis de Lyon Ліон, Франція ATP World Series Килим (i) – $450,000 – 32S/16D Одиночний розряд – Парний розряд     | Том Нейссен Цирил Сук 7–6, 6–3                    | Стів Девріє Девід Макферсон  | Серхі Бругера Бред Гілберт   | Йохан Крік Кевін Каррен Альберто Манчіні Юнас Свенссон            |
| 14 жовтня | CA-TennisTrophy Відень, Австрія ATP World Series Килим (i) – $225,000 – 32S/16D Одиночний розряд – Парний розряд                | Міхаель Штіх 6–4, 6–4, 6–4                        | Ян Сімерінк                  | Петр Корда Карл-Уве Штеб     | Андерс Яррід Аарон Крікстейн Хав'єр Франа Горст Скофф             |
| 14 жовтня | CA-TennisTrophy Відень, Австрія ATP World Series Килим (i) – $225,000 – 32S/16D Одиночний розряд – Парний розряд                | Андерс Яррід Гері Мюллер 6–4, 7–5                 | Якоб Гласек Патрік Макінрой  | Петр Корда Карл-Уве Штеб     | Андерс Яррід Аарон Крікстейн Хав'єр Франа Горст Скофф             |
| 21 жовтня | Stockholm Open Стокгольм, Швеція ATP Турнір Series, Single-Week Килим (i) – $840,000 – 48S/24D Одиночний розряд – Парний розряд | Борис Бекер 3–6, 6–4, 1–6, 6–2, 6–2               | Стефан Едберг                | Аарон Крікстейн Джим Кур'є   | Річі Ренеберг Горан Іванишевич Петр Корда Піт Сампрас             |
| 21 жовтня | Stockholm Open Стокгольм, Швеція ATP Турнір Series, Single-Week Килим (i) – $840,000 – 48S/24D Одиночний розряд – Парний розряд | Джон Фіцджеральд Андерс Яррід 7–5, 6–3            | Том Нейссен Цирил Сук        | Аарон Крікстейн Джим Кур'є   | Річі Ренеберг Горан Іванишевич Петр Корда Піт Сампрас             |
| 21 жовтня | Bliss Cup Гуаружа, Бразилія ATP World Series Тверде – $125,000 – 32S/16D Одиночний розряд – Парний розряд                       | Хав'єр Франа 2–6, 7–6(7–1), 6–3                   | Маркус Цюкке                 | Франсіско Ройг Карлос Коста  | Барт Вейтс Мауріс Руа Андрес Гомес Херман Лопес                   |
| 21 жовтня | Bliss Cup Гуаружа, Бразилія ATP World Series Тверде – $125,000 – 32S/16D Одиночний розряд – Парний розряд                       | Якко Елтінг Паул Гаргейс 6–3, 7–5                 | Брет Гарнетт Тодд Нелсон     | Франсіско Ройг Карлос Коста  | Барт Вейтс Мауріс Руа Андрес Гомес Херман Лопес                   |
| 28 жовтня | Paris Open Paris, Франція ATP Турнір Series, Single-Week Килим (i) – $1,650,000 – 48S/24D Одиночний розряд – Парний розряд      | Гі Форже 7–6(11–9), 4–6, 5–7, 6–4, 6–4            | Піт Сампрас                  | Майкл Чанг Юнас Свенссон     | Петр Корда Олександр Волков Омар Кампорезе Карел Новачек          |
| 28 жовтня | Paris Open Paris, Франція ATP Турнір Series, Single-Week Килим (i) – $1,650,000 – 48S/24D Одиночний розряд – Парний розряд      | Джон Фіцджеральд Андерс Яррід 7–6, 6–4            | Келлі Джонс Рік Ліч          | Майкл Чанг Юнас Свенссон     | Петр Корда Олександр Волков Омар Кампорезе Карел Новачек          |
| 28 жовтня | Kolynos Cup Búzios, Бразилія ATP World Series Тверде – $147,500 – 32S/16D                                                       | Хорді Арресе 1–6, 6–4, 6–0                        | Жайме Онсінс                 | Франсіско Ройг Хав'єр Санчес | Маркус Цюкке Томас Мустер Франсіско Клавет Гільєрмо Перес Рольдан |
| 28 жовтня | Kolynos Cup Búzios, Бразилія ATP World Series Тверде – $147,500 – 32S/16D                                                       | Серхіо Касаль Еміліо Санчес Вікаріо 4–6, 6–3, 6–4 | Хав'єр Франа Леонардо Лаваль | Франсіско Ройг Хав'єр Санчес | Маркус Цюкке Томас Мустер Франсіско Клавет Гільєрмо Перес Рольдан |

### Листопад
| Тиждень      | Турнір | Чемпіони                                         | Фіналісти                        | Півфіналісти                                                | Чвертьфіналісти                                              |
| ------------ | --- | ------------------------------------------------ | -------------------------------- | ----------------------------------------------------------- | ------------------------------------------------------------ |
| 4 листопада  | Diet Pepsi Challenge Бірмінгем, Great Britain ATP World Series Килим (i) – $450,000 – 32S/16D                                                       | Майкл Чанг 6–3, 6–2                              | Гійом Рау                        | Річі Ренеберг Тьєррі Шампйон                                | Роналд Ейдженор Вейн Феррейра Малівай Вашингтон Том Нейссен  |
| 4 листопада  | Diet Pepsi Challenge Бірмінгем, Great Britain ATP World Series Килим (i) – $450,000 – 32S/16D                                                       | Якко Елтінг Пол Векеса 7–5, 7–5                  | Ронні Ботман Рікард Берг         | Річі Ренеберг Тьєррі Шампйон                                | Роналд Ейдженор Вейн Феррейра Малівай Вашингтон Том Нейссен  |
| 4 листопада  | Bayer Kremlin Cup Moscow, Soviet Union ATP World Series Килим (i) – $297,000 – 32S/16D Одиночний розряд – Парний розряд                             | Андрій Черкасов 7–6(7–2), 3–6, 7–6(7–5)          | Якоб Гласек                      | Маркос Горріс Олександр Волков                              | Карл-Уве Штеб Марк Россе Ян Сімерінк Джим Грабб              |
| 4 листопада  | Bayer Kremlin Cup Moscow, Soviet Union ATP World Series Килим (i) – $297,000 – 32S/16D Одиночний розряд – Парний розряд                             | Ерік Єлен Карл-Уве Штеб 6–4, 7–6                 | Андрій Черкасов Олександр Волков | Маркос Горріс Олександр Волков                              | Карл-Уве Штеб Марк Россе Ян Сімерінк Джим Грабб              |
| 4 листопада  | Banespa Open Сан-Паулу, Бразилія ATP World Series Тверде – $225,000 – 32S/16D                                                                       | Крістіан Мініуссі 2–6, 6–3, 6–4                  | Жайме Онсінс                     | Франсіско Клавет Андрес Гомес                               | Едуардо Массо Даніло Марселіно Габріель Маркус Феліпе Рівера |
| 4 листопада  | Banespa Open Сан-Паулу, Бразилія ATP World Series Тверде – $225,000 – 32S/16D                                                                       | Андрес Гомес Жайме Онсінс 6–4, 6–4               | Хорхе Лосано Кассіу Мотта        | Франсіско Клавет Андрес Гомес                               | Едуардо Массо Даніло Марселіно Габріель Маркус Феліпе Рівера |
| 11 листопада | ATP Tour World Championships (singles) Франкфурт-на-Майні, Німеччина ATP Tour World Championships Килим (i) – $2,250,000 – 8S (RR) Одиночний розряд | Піт Сампрас 3–6, 7–6(7–5), 6–3, 6–4              | Джим Кур'є                       | Іван Лендл Андре Агассі                                     | Раунд Robin Гі Форже Карел Новачек Борис Бекер Міхаель Штіх  |
| 18 листопада | ATP Tour World Championships (doubles) Йоганнесбург, ПАР ATP Tour World Championships Тверде (i) – $1,010,000 – 8D (RR) Парний розряд               | Джон Фіцджеральд Андерс Яррід 6–4, 6–4, 2–6, 6–4 | Кен Флек Роберт Сегусо           | Тодд Вудбрідж / Марк Вудфорд Грант Коннелл / Гленн Мічібата | Тодд Вудбрідж / Марк Вудфорд Грант Коннелл / Гленн Мічібата  |
| 25 листопада | Davis Cup by NEC Final Ліон, Франція – carpet | Франція · 3–1                                    | Сполучені Штати Америки          |                                                             |                                                              |

### Грудень
| Тиждень  | Турнір                                                          | Чемпіони                  | Фіналісти  | Півфіналісти            | Чвертьфіналісти                                    |
| -------- | --------------------------------------------------------------- | ------------------------- | ---------- | ----------------------- | -------------------------------------------------- |
| 9 грудня | Кубок Великого шлему Мюнхен, Німеччина Grand Slam Cup Килим (i) | Девід Вітон 7–5, 6–2, 6–4 | Майкл Чанг | Міхаель Штіх Іван Лендл | Тодд Вудбрідж Гі Форже Якоб Гласек Патрік Макінрой |

## Рейтинг ATP
| 11 січня 1993 | 11 січня 1993          | 11 січня 1993  |      |
| #             | Тенісист               | Країна         |      |
| ------------- | ---------------------- | -------------- | ---- |
| 1             | Стефан Едберг          | Швеція         | 3889 |
| 2             | Борис Бекер            | Німеччина      | 3528 |
| 3             | Іван Лендл             | Чехословаччина | 2581 |
| 4             | Андре Агассі           | США            | 2398 |
| 5             | Піт Сампрас            | США            | 1888 |
| 6             | Андрес Гомес           | Еквадор        | 1680 |
| 7             | Томас Мустер           | Австрія        | 1551 |
| 8             | Горан Іванишевич       | Югославія      | 1514 |
| 9             | Еміліо Санчес Вікаріо  | Іспанія        | 1487 |
| 10            | Бред Гілберт           | США            | 1451 |
| 11            | Юнас Свенссон          | Швеція         | 1365 |
| 12            | Андрій Чесноков        | СРСР           | 1353 |
| 13            | Джон Макінрой          | США            | 1210 |
| 14            | Гільєрмо Перес Рольдан | Аргентина      | 1190 |
| 15            | Майкл Чанг             | США            | 1119 |
| 16            | Гі Форже               | Франція        | 1101 |
| 17            | Якоб Гласек            | Швейцарія      | 1089 |
| 18            | Джей Бергер            | США            | 1066 |
| 19            | Хуан Агілера           | Іспанія        | 1042 |
| 20            | Аарон Крікстейн        | США            | 1025 |

| 27 грудня 1993 | 27 грудня 1993        | 27 грудня 1993 | 27 грудня 1993 | 27 грудня 1993 | 27 грудня 1993 | 27 грудня 1993 |
| #              | Тенісист              | Країна         | Пункти         | Від            | До             | Зміна          |
| -------------- | --------------------- | -------------- | -------------- | -------------- | -------------- | -------------- |
| 1              | Стефан Едберг         | Швеція         | 3515           | 1              | 2              | ▬              |
| 2              | Джим Кур'є            | США            | 3205           | 2              | 26             | ▲ 21           |
| 3              | Борис Бекер           | Німеччина      | 2822           | 1              | 3              | ▼ 1            |
| 4              | Міхаель Штіх          | Німеччина      | 2675           | 3              | 38             | ▲ 34           |
| 5              | Іван Лендл            | Чехословаччина | 2565           | 3              | 5              | ▼ 2            |
| 6              | Піт Сампрас           | США            | 2492           | 5              | 9              | ▼ 1            |
| 7              | Гі Форже              | Франція        | 2392           | 4              | 16             | ▲ 9            |
| 8              | Карел Новачек         | Чехословаччина | 1599           | 8              | 35             | ▲ 27           |
| 9              | Петр Корда            | Чехословаччина | 1570           | 9              | 87             | ▲ 30           |
| 10             | Андре Агассі          | США            | 1519           | 4              | 10             | ▼ 6            |
| 11             | Серхі Бругера         | Іспанія        | 1504           | 5              | 31             | ▲ 20           |
| 12             | Магнус Густафссон     | Швеція         | 1462           | 10             | 39             | ▲ 20           |
| 13             | Деррік Ростаньйо      | США            | 1392           | 13             | 49             | ▲ 36           |
| 14             | Еміліо Санчес Вікаріо | Іспанія        | 1388           | 8              | 16             | ▼ 5            |
| 15             | Майкл Чанг            | США            | 1363           | 9              | 28             | ▬              |
| 16             | Горан Іванишевич      | Хорватія       | 1355           | 7              | 19             | ▼ 8            |
| 17             | Девід Вітон           | США            | 1289           | 12             | 46             | ▲ 9            |
| 18             | Горан Прпич           | Хорватія       | 1178           | 16             | 57             | ▲ 39           |
| 19             | Бред Гілберт          | США            | 1129           | 7              | 25             | ▼ 9            |
| 20             | Якоб Гласек           | Швейцарія      | 1109           | 14             | 22             | ▼ 3            |

## Зовнішні посилання
- Офіційний сайт ATP
- Офіційний сайт ITF